# Ved Buens Ende
Ved Buens Ende (psáno i jako Ved Buens Ende.....; česky znamená „na konci duhy“, název odkazuje na mytologický duhový most Bifröst) byla norská avant-garde/black metalová kapela založená v roce 1994 bubeníkem Carl-Michaelem Eidem a kytaristou Yusafem "Vicotnik" Parvezem v norském městě Oslo. Posléze se k nim přidal baskytarista Skoll. Carl-Michael Eide působil dříve v kapele Ulver, Vicotnik měl od roku 1993 svůj projekt Manes, jehož pokračovatelem se stalo Ved Buens Ende.
V roce 1994 vyšlo demo Those Who Caress the Pale a v roce 1995 první a zároveň poslední studiové album s názvem Written in Waters vydané britskou společností Misanthropy Records, krátce poté se kapela rozpadla. V roce 2006 byla nakrátko vzkříšena a vypadalo to na vydání dalšího alba, to se ale nezrealizovalo a v roce 2007 nastal definitivní zánik kapely.

## Diskografie

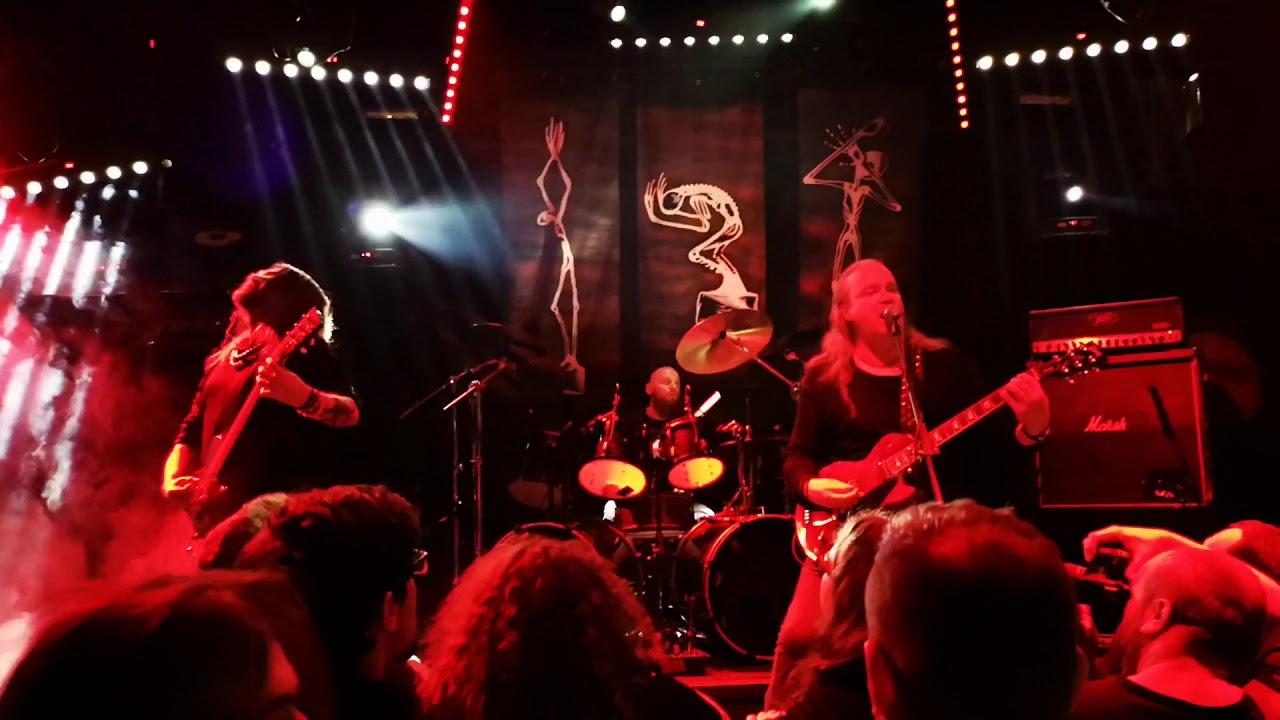
Ved Buens Ende (2022)

Dema
- Those Who Caress the Pale (1994)

Studiová alba
- Written in Waters (1995)[3]